# IC 2025
IC 2025 — галактика типу Sb (компактна витягнута галактика) у сузір'ї Сітка.
Цей об'єкт міститься в оригінальній редакції індексного каталогу.